# Smart-1
Smart #1 — электромобиль компании Smart. Выпускается с 2022 года.

## Описание
Автомобиль Smart-1 серийно выпускается с 7 апреля 2022 года под кодовым обозначением HX11. Дизайн разработан компанией Mercedes-Benz. Сборка организована компанией Geely. Продажи начались в сентябре 2022 года.

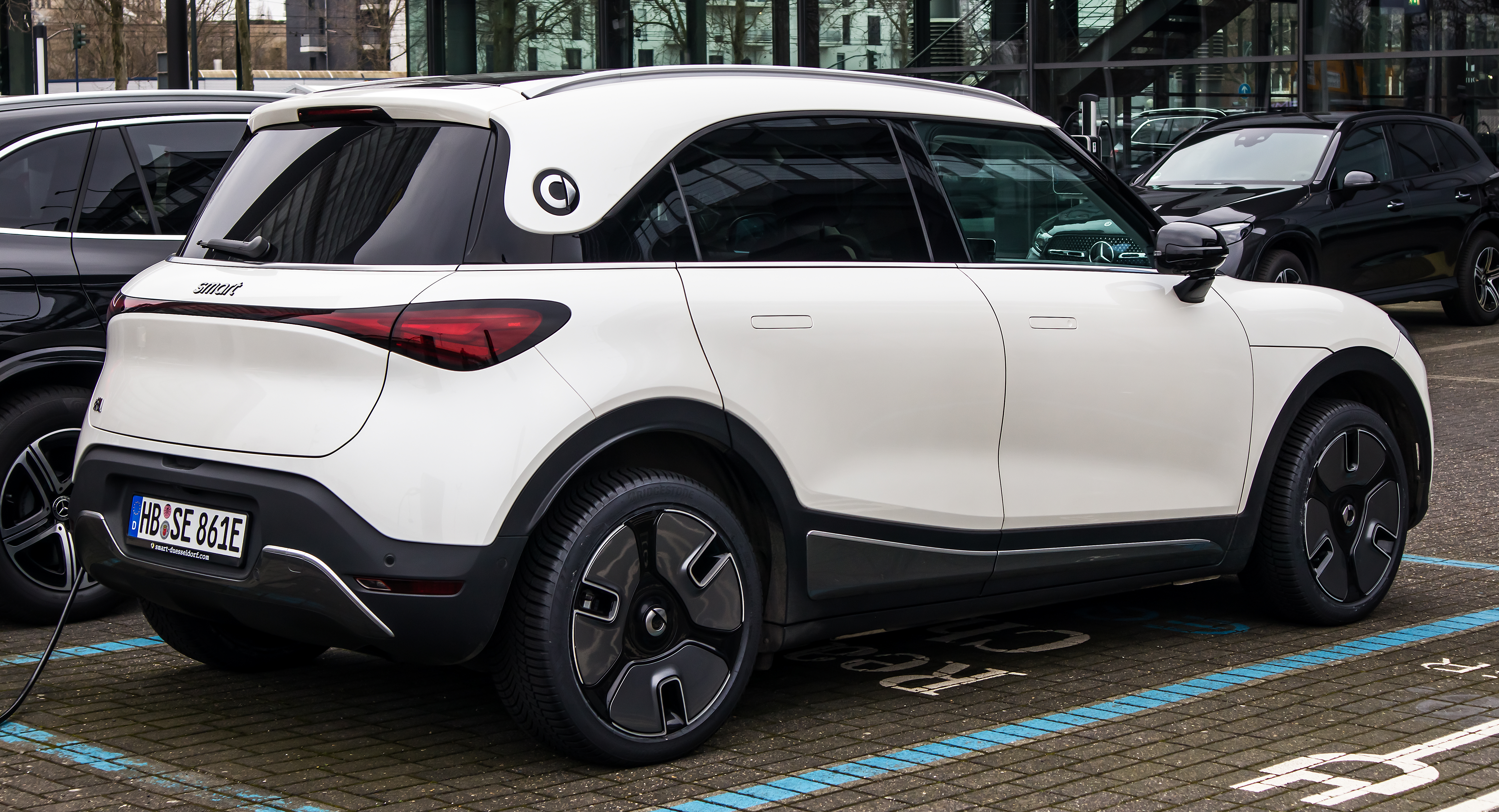
Вид сзади
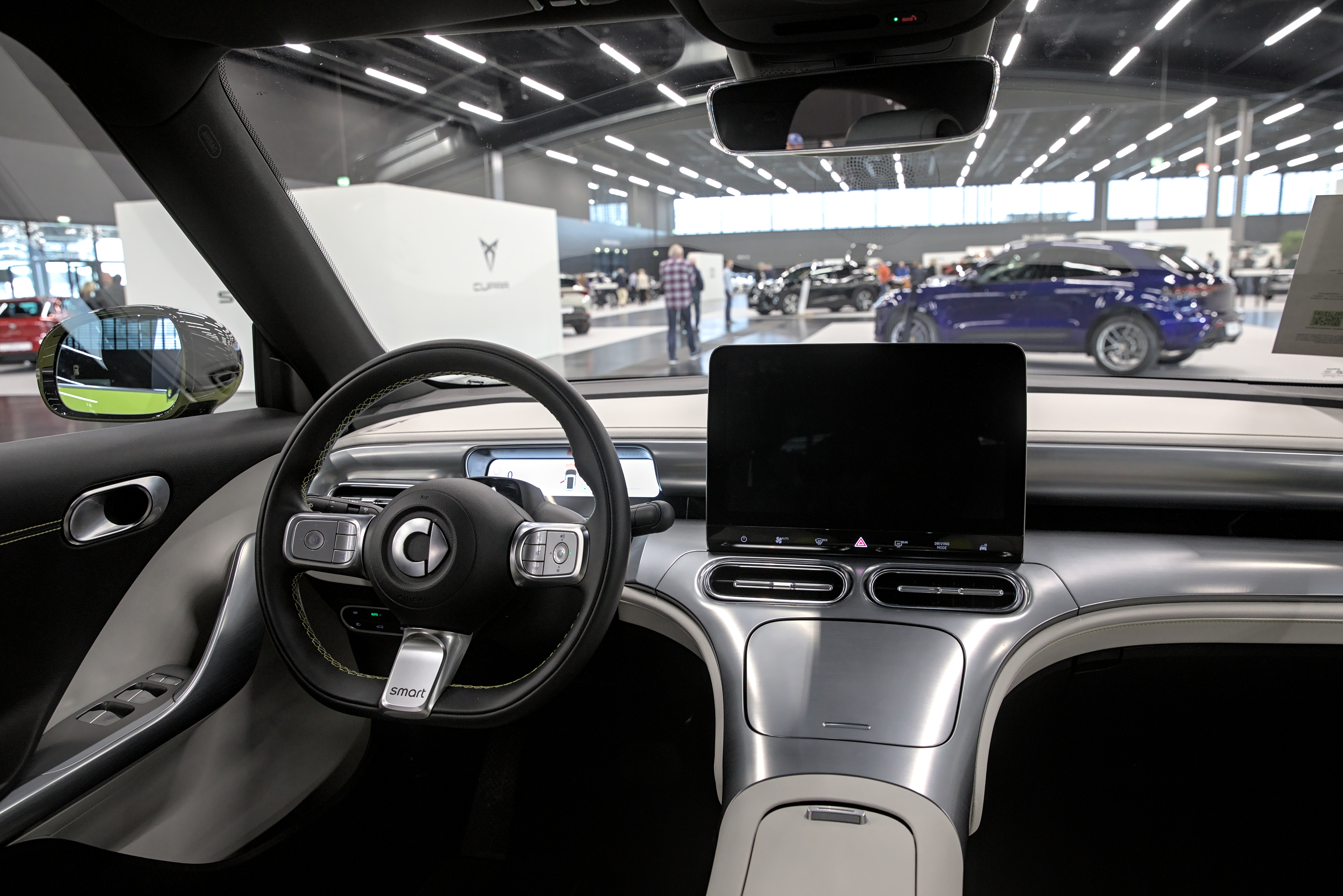
Интерьер

### #1 Brabus
Полноприводный Smart-1 был представлен в августе 2022 года. С сентября 2022 года автомобиль продаётся в Европе.

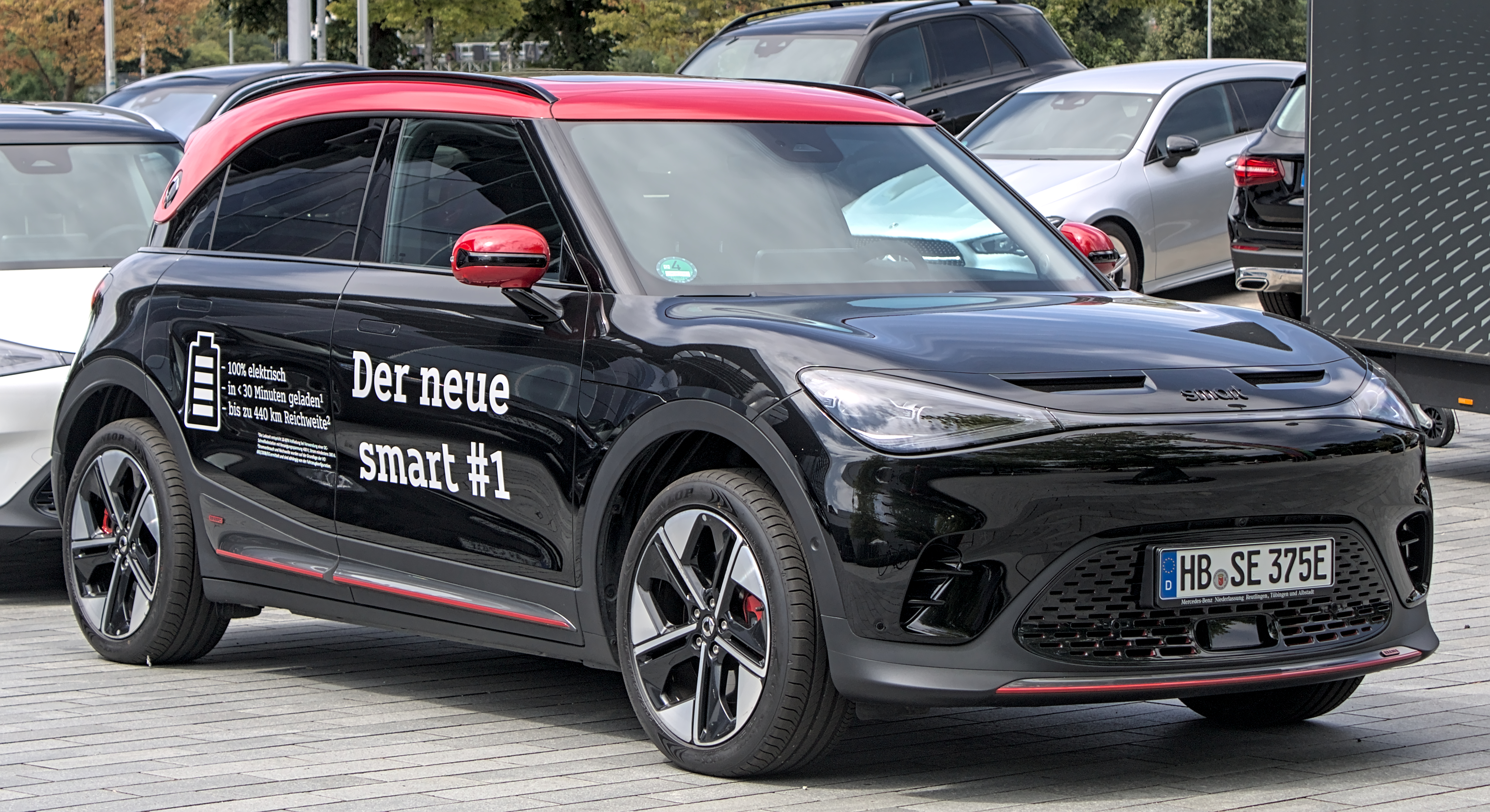
Вид спереди
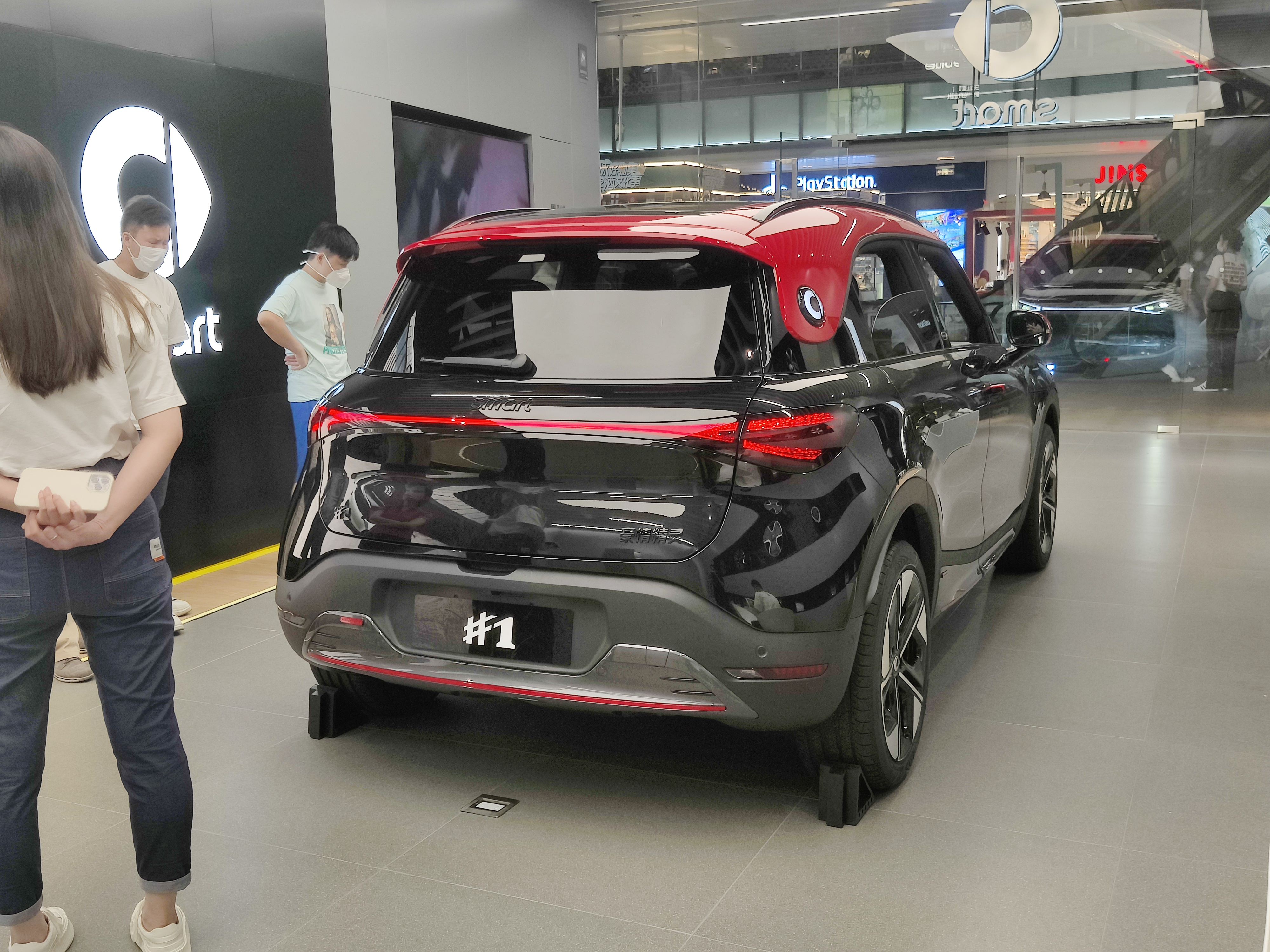
Вид сзади

### Концепт-кар
Концепт-кар автомобиля Smart-1 был представлен в Германии на IAA в сентябре 2021 года.

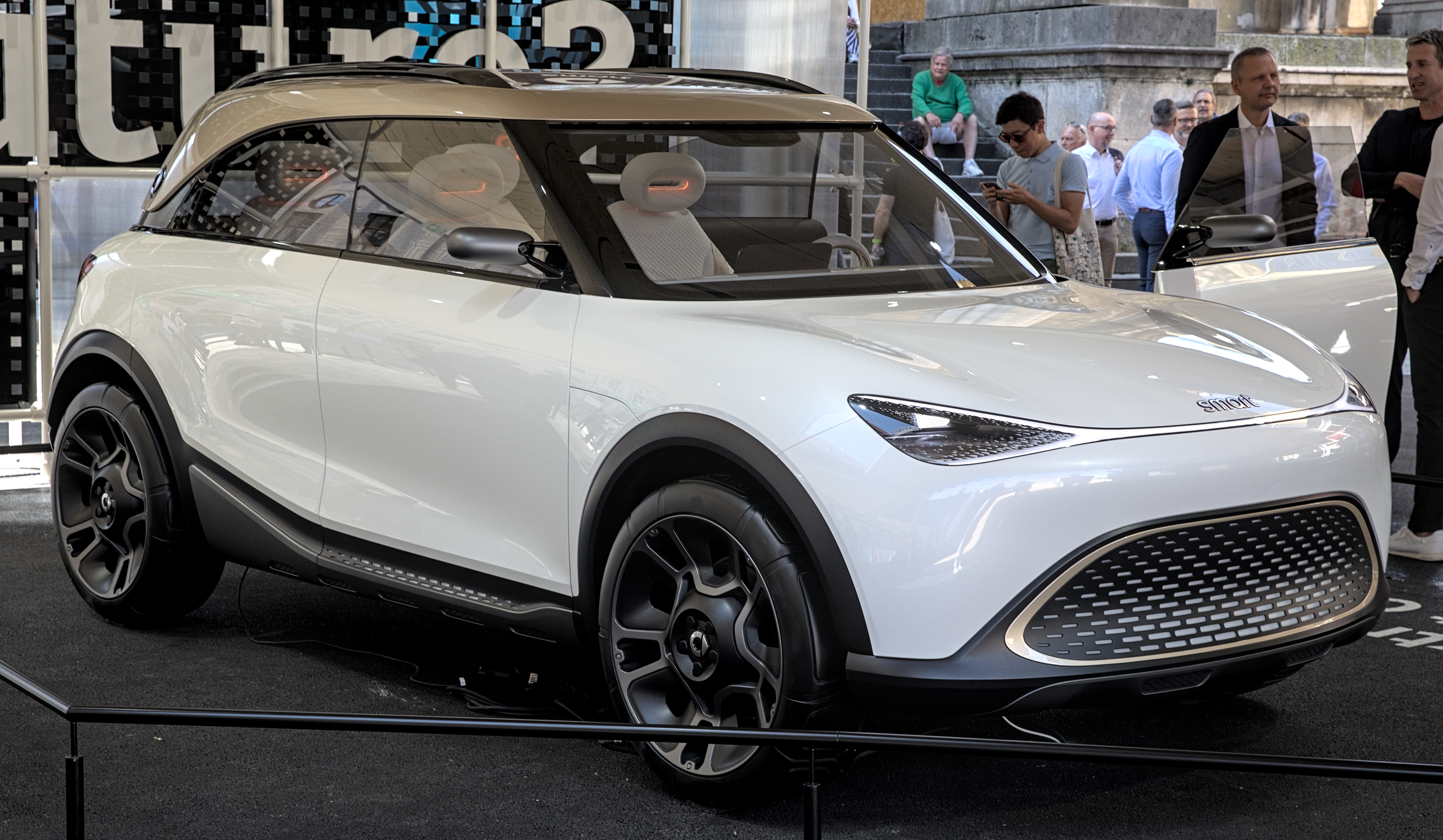
Вид спереди
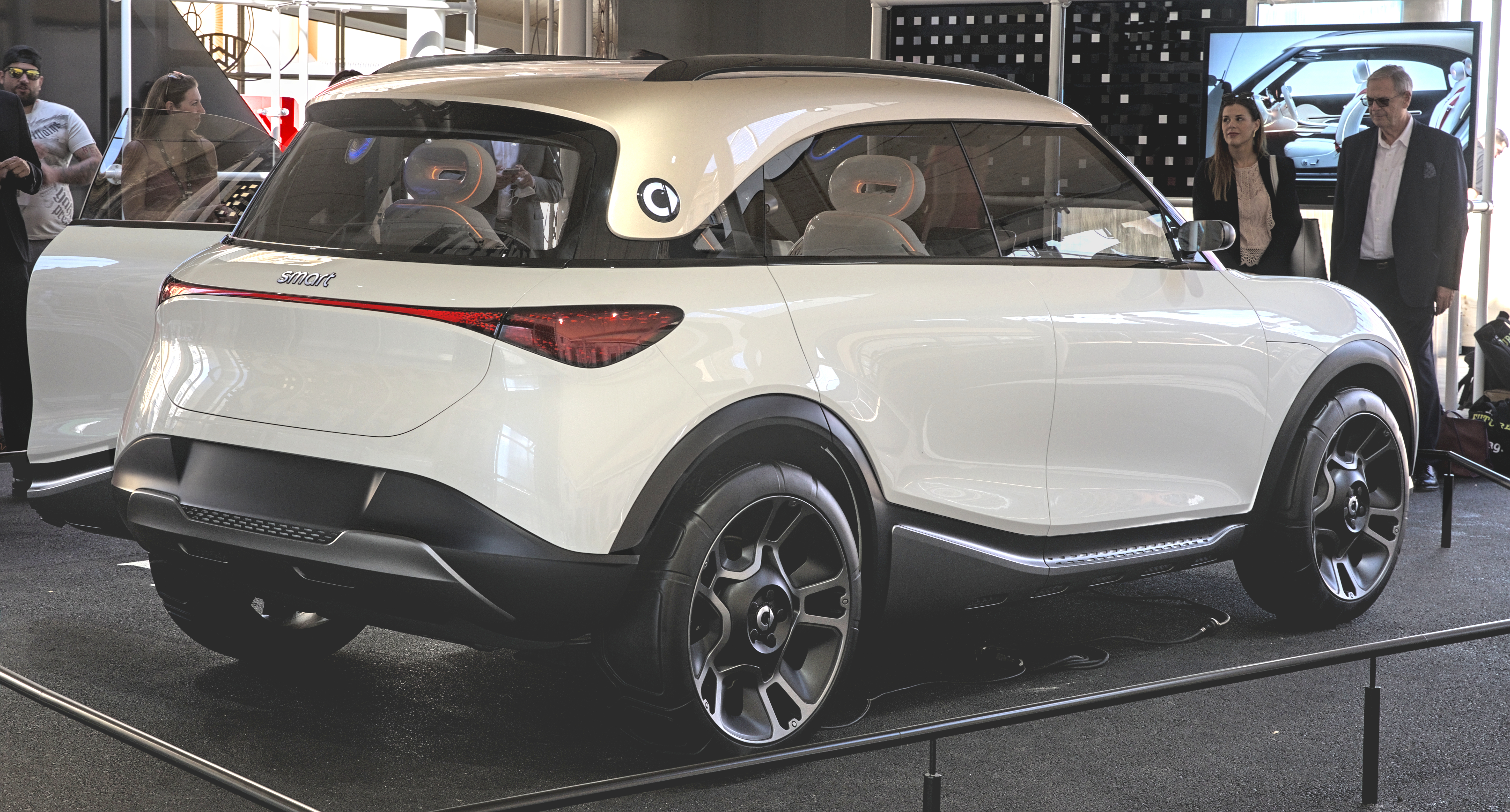
Вид сзади